# Алберо-Казете (Виченца)
Алберо-Казете (итал. Albero-Casette) је насеље у Италији у округу Виченца, региону Венето.
Према процени из 2011. у насељу је живело 186 становника. Насеље се налази на надморској висини од 76 м.